# Chiesa di Nostra Signora (Aarhus)
La chiesa di Nostra Signora (in danese Vor Frue Kirke) è una chiesa del centro di Aarhus, in Danimarca. Già parte di un convento domenicano, è stata cattedrale, col nome di San Nicola fino al completamento dell'attuale cattedrale di San Clemente.
La cripta situata sotto la cappella della Madonna è considerata tra gli edifici religiosi più antichi della Scandinavia ancora in uso, con elementi risalenti al 1060.

## Storia
La chiesa era originariamente conosciuta come chiesa di San Nicola, ma fu ampliata con la costruzione di un priorato domenicano nel 1240, il Vor Frue Kloster (Priorato di Nostra Signora), di cui l'attuale chiesa costituiva l'ala meridionale. Dopo la Riforma in Danimarca, il nome fu cambiato in Chiesa di Nostra Signora e il re Cristiano III decretò che gli edifici circostanti, precedentemente un priorato dei domenicani, dovessero funzionare come ospedale per i malati e i poveri. In seguito la chiesa ottenne i privilegi di congregazione che la resero ufficialmente un centro per le attività clericali della zona.
Tra il 1250 e il 1500 la chiesa fu fortemente ampliata con l'aggiunta, tra l'altro, della grande torre. Negli anni Cinquanta, durante i lavori di ristrutturazione, è stata riscoperta una cripta-chiesa sotto la chiesa. La chiesa cripta risale al 1060 circa. Nel 2000 la chiesa è stata nuovamente ristrutturata.

## La chiesa cripta
La chiesa della cripta è la più antica chiesa in pietra esistente in Scandinavia. Costruita nel 1060 dopo che la vecchia chiesa di legno era stata bruciata durante un assalto alla città, la chiesa si trova sotto l'edificio principale della Chiesa di Nostra Signora. Dopo la sua scoperta negli anni '50, è stata restaurata e riaperta il 10 novembre 1957 e oggi viene utilizzata per la messa una volta alla settimana.
Durante il restauro, effettuato dal Museo Nazionale Danese, sono state rinvenute due tombe - una di un bambino e una di un adulto - e 23 monete del XIV secolo. Cinque di queste monete provenivano da Lubecca e le altre da Amburgo.
La chiesa della cripta fu inizialmente costruita come tentativo di indebolire Adalberto, arcivescovo di Amburgo-Brema, che aveva una notevole influenza sulle questioni clericali danesi, come capo della chiesa danese. Svend Estridsen (1047-1074) divise la Danimarca in 8 vescovati e nel 1060 Christian divenne il primo vescovo di Aarhus. Nello stesso anno fu costruita la chiesa della cripta.
Intorno al 1080 fu costruita una nuova e più grande chiesa, intitolata a San Nicola, come numerose altre chiese danesi dell'epoca. Nel 1180 fu menzionata come prima cattedrale di Aarhus, ma fu demolita con l'arrivo dei domenicani.
Non ci sono informazioni storiche sulla chiesa cripta dei secoli successivi. A un certo punto le stanze furono murate e utilizzate come deposito, fino a quando la chiesa stessa fu dimenticata.